# Цомеајс (Удине)
Цомеајс је насеље у Италији у округу Удине, региону Фурланија-Јулијска крајина.
Према процени из 2011. у насељу је живело 176 становника. Насеље се налази на надморској висини од 240 м.